# Canicule (film, 2020)
Pour les articles homonymes, voir Canicule (homonymie).
Série
Sauvage : Canicule 2
(2024)
Pour plus de détails, voir Fiche technique et Distribution.
Canicule (The Dry) est un thriller australien réalisé par Robert Connolly, sorti en 2020 et adapté du roman policier The Dry de Jane Harper.
Une suite, Sauvage : Canicule 2 du même réalisateur et adapté du roman Force of Nature de Jane Harper, est sortie en 2024.

## Synopsis
Dans le sud-est de l'Australie, état de Victoria, une intense et étouffante sécheresse s'abat sur la région de Kiewarra (ville fictionnelle) au moment même où l'agent fédéral de Melbourne, Aaron Falk (Eric Bana), qui y a passé sa jeunesse, y retourne pour assister aux funérailles de son ami d'enfance Luke Hadler. Cependant, avant de se donner la mort, ce dernier est soupçonné d'avoir tué son épouse et leur fils. Afin de savoir s'il est vraiment coupable, ses parents Gerry (Bruce Spence) et Barbara « Barb » chargent Falk d'élucider ce drame d'autant que Luke a épargné son bébé, Charlotte. Ce double meurtre fait malheureusement ressurgir le douloureux passé de Falk qui, à l'époque, a quitté cette bourgade pour se faire oublier alors qu'il a été accusé d'un homicide, celui de son amoureuse Eleanor « Ellie » Deacon. Dès lors, pendant qu'il enquête sur Luke avec le sergent local, son retour est mal vu par le père et le frère de cette petite amie, persuadés qu'il fut bien son meurtrier.

## Fiche technique
- Titre original : The Dry
- Titre français : Canicule
- Réalisation : Robert Connolly
- Scénario : Robert Connolly et Harry Cripps, d'après le roman Canicule de Jane Harper
- Photographie : Stefan Duscio
- Musique : Peter Raeburn
- Montage : Nick Meyers et Alexandre de Franceschi
- Société de distribution : Roadshow Films
- Sociétés de production : Screen Australia , Film Victoria , Made Up Stories , Arenamedia et Pick Up Truck Pictures
- Producteurs : Eric Bana ,  Robert Connolly , Steve Hutensky , Jodi Matterson et Bruna Papandrea
- Genre : Thriller ; drame
- Pays de production :  Australie
- Durée : 117 minutes
- Dates de sortie :
  -  Australie
    -  : 11 décembre 2020 (avant-première à Melbourne)
    -  : 1er janvier 2021 (sortie nationale)

  - États-Unis : 21 mai 2021
  - France : 13 octobre 2021 (VàD)

## Distribution
- Eric Bana (VFB : Karim Barras) : Aaron Falk
  - Joe Klocek (VFB : Maxime Van Santfoort) : Aaron Falk jeune
- Genevieve O'Reilly (VFB : Colette Sodoyez) : Gretchen
  - Claude Scott-Mitchell : Gretchen jeune
- Keir O'Donnell (VFB : Sébastien Hébrant) : Greg Raco
- John Polson (VFB : Jean-Michel Vovk) : Scott Whitlam
- Bebe Bettencourt (VFB : Séverine Cayron) : Eleanor « Ellie » Deacon
- Martin Dingle-Wall : Luke Hadler
  - Sam Corlett (VFB : Maxime Donnay) : Luke Hadler jeune
- Bruce Spence (VFB : Guy Pion) : Gerry Hadler
- Julia Blake (VFB : Myriam Thyrion) : Barbara « Barb » Hadler
- Matt Nable (VFB : Erwin Grünspan) : Grant Dow
- William Zappa (VFB : Benoît Van Dorslaer) : Mark Deacon
- James Frecheville (VFB : Pierre Lognay) : Jamie Sullivan
- Miranda Tapsell (VFB : Mélissa Windal) : Rita Raco
- Jeremy Lindsay Taylor : Erik Falk
- Daniel Frederiksen (en) : Dr Leigh

- Version française
  - Studio de doublage : C You Soon 
  - Direction artistique : Alexandra Correa
  - Adaptation : Laurence Crouzet